# Cornelis van Dalen I

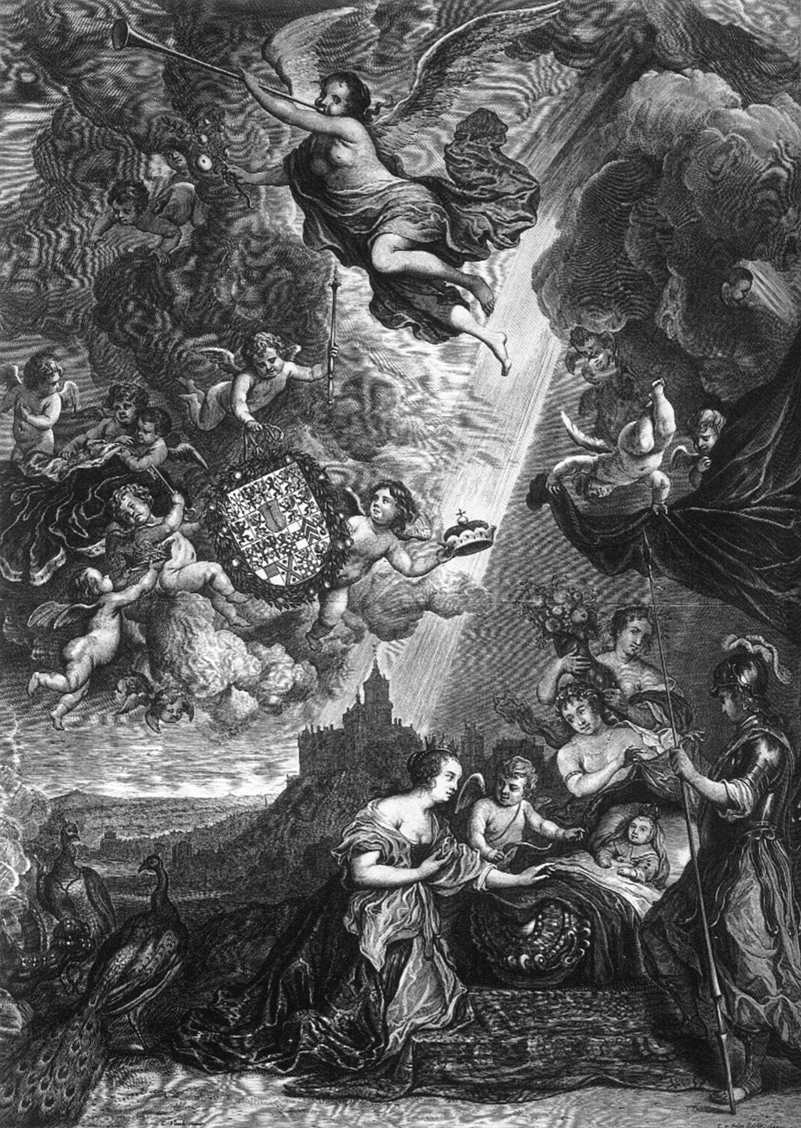
Allegoria della nascita del principe Guglielmo Enrico del Brandeburgo

Cornelis van Dalen I (1602 circa – Amsterdam, 7 aprile 1665 (sepolto)) è stato un incisore, disegnatore e pittore olandese del secolo d'oro.

## Biografia
Allievo di Cornelis de Visscher II, operò inizialmente ad Amsterdam dal 1622 al 1632, si spostò quindi in Gran Bretagna, probabilmente a Leeds, nel 1633 rimanendovi fino al 1638. In questo stesso anno ritornò ad Amsterdam, dove la moglie Catarina Jans Boekels gli diede il figlio Cornelis, che fu battezzato nel Nieuwe Kerk e, sotto la sua guida, divenne in seguito pittore. Due anni più tardi nacque la figlia Sara. Nel 1646 è confermata la sua presenza ad Amsterdam dagli atti del testamento da lui firmato il 15 maggio. L'artista continuò ad operare in questa stessa città fino al 1665. Il 15 settembre 1664 fu redatto un nuovo testamento col quale Cornelis van Dalen lasciava tutte le sue sostanze all'allievo Abraham Bloteling, che viveva nella sua stessa casa.

Realizzò principalmente ritratti e paesaggi e rappresentò soggetti di genere e storici.